# Canillas
Jorge Peláez Sánchez, bekannt als Canillas, (* 29. September 1996 in Málaga) ist ein spanischer Fußballspieler.

## Karriere
Canillas begann seine Karriere beim FC Granada. Im November 2014 debütierte er für die B-Mannschaft von Granada in der Segunda División B, als er am 15. Spieltag der Saison 2014/15 gegen die B-Mannschaft des FC Sevilla in der 78. Minute für Gabriel Corozo eingewechselt wurde.
Im August 2016 wurde er an Linares Deportivo verliehen. Für Linares absolvierte er zehn Spiele in der Segunda División B und blieb dabei ohne Treffer. Im Januar 2017 wechselte er zur viertklassigen B-Mannschaft des UCAM Murcia CF.
Im August 2017 wechselte er zum Drittligisten Écija Balompié. Seinen ersten Treffer für Écija erzielte er im September 2017 bei einem 3:3-Remis gegen die B-Mannschaft von Betis Sevilla. Bis Saisonende kam er auf 21 Einsätze in der Segunda División B und erzielte dabei zwei Tore. Allerdings stieg er mit seinem Verein in die Tercera División ab.
Daraufhin wechselte er zur Saison 2018/19 zum österreichischen Zweitligisten FC Blau-Weiß Linz. Sein Debüt in der 2. Liga gab er im Juli 2018, als er am ersten Spieltag jener Saison gegen den SC Wiener Neustadt in der 66. Minute für Thomas Fröschl eingewechselt wurde.
Zur Saison 2019/20 wechselte er zum Ligakonkurrenten SV Ried. Für die Rieder kam er jedoch nur zu sieben Zweitligaeinsätzen und so wurde er im Januar 2020 an den Ligakonkurrenten SV Horn verliehen. Aufgrund familiärer Gründe wurde die Leihe im Juli 2020 während der Saison beendet und Canillas kehrte nach Ried zurück. In Ried, das inzwischen in die Bundesliga aufgestiegen war, spielte er jedoch keine Rolle und kam nur zu einem Einsatz im Cup. Daraufhin löste er im Januar 2021 seinen Vertrag bei den Oberösterreichern auf.
Kurz darauf kehrte er nach Spanien zurück und schloss sich dem Drittligisten Algeciras CF an. Für Algeciras kam er bis Saisonende zu acht Drittligaeinsätzen. Zur Saison 2021/22 schloss er sich dem ebenfalls drittklassigen Atlético Sanluqueño an.